# Ixia brunneobractea
Ixia brunneobractea là một loài thực vật có hoa trong họ Diên vĩ. Loài này được G.J.Lewis miêu tả khoa học đầu tiên năm 1962.

## Phân bổ
Phạm vi bản địa của loài này là W. Cape (Núi Bokkeveld). Đây là một loại thực vật địa sinh có củ và phát triển chủ yếu ở hệ sinh thái cận nhiệt đới.